# Primera investidura presidencial de Nayib Bukele
La Primera investidura presidencial de Nayib Bukele como presidente de El Salvador sucedió el sábado 1 de junio de 2019.
La toma de posesión se realizó a las 9:00 a. m. en la plaza Gerardo Barrios, por solicitud de Bukele, y no en las instalaciones del Centro Internacional de Ferias y Convenciones (CIFCO), como se venía haciendo anteriormente. La sesión estuvo dirigida por Norman Quijano, presidente de la Asamblea Legislativa.
En cumplimiento del artículo 154 de la Constitución de 1983, Nayib Bukele se convirtió en el 61.º presidente de la República, para un período de cinco años.

## Invitados internacionales

### Jefes de Estado y de gobierno

#### Confirmados
- Patrick Faber, vice primer ministro de Belice
- Evo Morales, presidente de Bolivia
- Iván Duque, presidente de Colombia
- Carlos Alvarado Quesada, presidente de Costa Rica
- Otto Sonnenholzner, vicepresidente de Ecuador
- Jimmy Morales, presidente de Guatemala
- Juan Carlos Varela, presidente de Panamá
- Hugo Velázquez, vicepresidente de Paraguay
- Brahim Ghali, presidente de la República Árabe Saharaui Democrática
- Danilo Medina, presidente de la República Dominicana

### Otros invitados

#### Confirmados
- Federico Pinedo, presidente de la Provisional del Senado de Argentina
- Gladys María Bejerano Portela, vicepresidenta del Consejo de Estado de Cuba
- Manuel Ortiz Rodríguez, presidente de la Provisional del Senado del Reino de España
- Gloria Hooper, Baroness Hooper, baronesa vicepresidenta de la casa de los Lores, Gran Bretaña
- Joan Tomás Omaghten, conde de la casa Balyora de Orden de Malta
- Mounia Boucetta, secretaría de Estado de Relaciones Exteriores del Reino de Marruecos
- Hamad Abdylaziz Al Kawari, ministro de Estado de la Casa Real del Estado de Catar